# Mrs Wilson (série télévisée)
Mrs. Wilson est une mini-série britannique en trois épisodes, diffusée entre le 27 novembre et le 11 décembre 2018 sur BBC One.
En France, la série est diffusée le 14 mars 2021 sur France 3.

## Synopsis
En 1963, la vie d'Alison Wilson est bouleversée à la mort de son mari, l'écrivain et ex-officier du MI6, Alexander "Alec" Wilson. Tout ce qu'elle savait sur celui qui était son mari depuis 22 ans se décompose rapidement lorsqu'elle découvre qu'elle n'est pas la seule Mme Wilson. Elle essaie de protéger ses deux fils alors qu'elle fouille dans le passé pour savoir qui était réellement son mari.

## Distribution
- Ruth Wilson (VF : Ingrid Donnadieu) : Alison Wilson
- Iain Glen (VF : Jérémie Covillault) : Alexander « Alec » Wilson (en)
- Anupam Kher (VF : Michel Voletti) : Shahbaz Karim
- Patrick Kennedy (VF : Didier Cherbuy) : Dennis Wilson (en)
- Otto Farrant (en) (VF : Benjamin Bollen) : Nigel Wilson
- Calam Lynch (en) (VF : Gauthier Battoue) : Gordon Wilson
- Fiona Shaw (VF : Josiane Pinson) : Coleman
- Keeley Hawes (VF : Hélène Bizot) : Dorothy Wick
- Elizabeth Rider (en) : Gladys Wilson
- Gemma McElhinney : Elizabeth Wilson
- Wilf Scolding (en) : Mike Shannon
- Barbara Marten (VF : Frédérique Cantrel) : Madame McKelvie

 Source et légende : version française (VF) sur RS Doublage

## Épisodes
Les épisodes, numérotés de 1 à 3, sont diffusés sans titre.